# محطم (فلم 2022)
مُحطَم (بالإنجليزية: Shattered) هو فيلم إثارة أمريكي عام 2022، من إخراج لويس برييتو، وبطولة كاميرون موناغان وفرانك جريلو وليلي كروغ وجون مالكوفيتش.

## روابط خارجية
- مقالات تستعمل روابط فنية بلا صلة مع ويكي بيانات